# Decet Romanum Pontificem (1725)
Decet Romanum Pontificem (slovensko: Primerno je, da rimski papež) - je papeška bula, ki jo je napisal papež Benedikt XIII. 2. marca 1725.
Skozi to bulo oziroma odlok - »Decet Romanum Pontificem«, je papež Benedikt XIII. razglasil, da ostanejo med svetim letom 1725 v veljavi odpustki privilegiranih oltarjev za rajne, potem »in articulo mortis« (=v smrtni nevarnosti), papeških odposlancev ali legatov, nuncijev, in škofov pri njihovih pontifikalnih mašah in blagoslovih, raziskovalcev vere, tisti, ki sta jih podelila Inocenc XI. in Inocenc XII. tistim, ki spremljajo najsvetejšo Popotnico, kako tudi ob molitvi Zdravamarij ob treh različnih dnevnih urah.